# Pierre-François Davelu
Pierre-François Davelu, né le 30 septembre 1719 à Frévent et mort à Münster en mai 1802, est un prêtre, historien et naturaliste du Maine du XVIIIe siècle. Il est le Supérieur des prêtres de la Mission du Mans de 1766 à 1775.

## Publications
- Répertoire topographique et historique du Maine

## Sources et bibliographie
- Un naturaliste méconnu : Pierre-François Davelu et son grand livre, de Paul Cordonnier-Detrie, 1970.